# I-39
El I-39 (イ-39?) fue un submarino portaaviones del Tipo B1 que sirvió en la Armada Imperial Japonesa participando en la Segunda Guerra Mundial. Fue hundido en combate a los siete meses de entrar en servicio.

## Descripción
El I-39, con un desplazamiento de 2.600 t en superficie, tenía la capacidad de sumergirse hasta 100 m, desarrollando entonces una velocidad máxima de 8 nudos, con una autonomía de 96 millas náuticas a una velocidad reducida de 3 nudos. En superficie, su autonomía era de 14.000 millas náuticas a una velocidad de crucero de 16 nudos, desarrollando una velocidad máxima de 23,6 nudos. Trasportaba un hidroavión biplaza de reconocimiento Yokosuka E14Y conocido por los Aliados como Glen, almacenado en un hangar hidrodinámico en la base de la torre de la vela.

## Historial
El 12 de septiembre de 1943, al este de las Nuevas Hébridas, el I-39 hundió al USS Navajo, un remolcador de altura. El 21 de noviembre es asignado a patrullar al suroeste de Tarawa, zona que alcanza el 25 del mismo mes. Al día siguiente el I-39 es detectado por el destructor estadounidense USS Boyd, que realiza un ataque con cargas de profundidad destruyendo al submarino.